# Batalha de Shusha (1992)

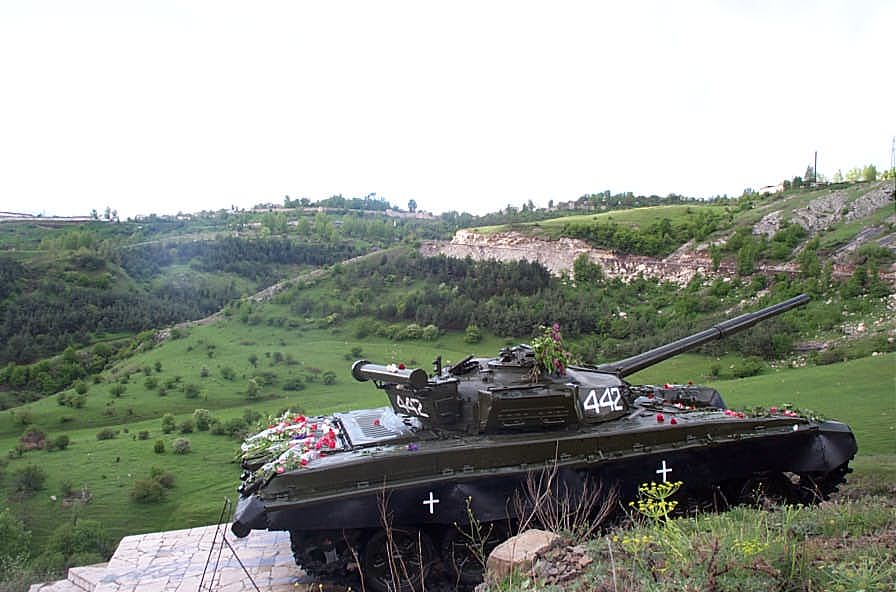

A Captura de Shusha (em armênio/arménio:  Շուշիի ազատագրումը, a Libertação de Shushi; azeri: Şuşanın işğalı, a Ocupação de Shusha) marcou a primeira vitória significativa das forças arménias no enclave do Alto Carabaque durante a Guerra do Alto Carabaque.
Na sequência do Massacre de Khojaly, o presidente azeri Ayaz Mutalibov foi forçado a resignar a 6 e Março de 1992, devido à pressão da opinião pública após o seu falhanço na protecção e evacuação da população de Khojaly. Nos meses seguintes à captura de Khojaly, os comandantes azeris que aguentavam o último bastião da região, a cidade de Shusha, começaram um bombardeamento de artilharia em grande escala com lança-rockets GRAD contra Stepanakert. Em Abril, estes ataques já tinham feito 50 000 refugiados em bunkers subterrâneos e caves. Enfrentando incursões terrestres nas áreas limítrofes da cidade, os líderes militares do Alto Carabaque organizaram uma ofensiva para tomar a cidade.
A 8 de maio uma força arménia composta por várias centenas de tropas acompanhadas por tanques e helicópteros atacou a cidadela de Shusha. Combates aguerridos ocorreram nas ruas da vila e algumas centenas de homens morreram de ambos os lados. Esmagado pela força de combate mais numerosa dos arménios, o comandante azeri em Shusha ordenou a retirada, tendo os combates terminado no dia seguinte ao início da ofensiva.
A captura de Shusha teve grande impacto na vizinha Turquia, cujas relações com a Arménia tinham melhorado depois de estar ter declarado a independência da União Soviética, mas viram um novo retrocesso à medida que a Arménia foi conquistando território na região do Alto Carabaque. O grande ressentimento para com a Turquia datava ainda de antes da era Soviética, e esta inimizade provinha em parte do genocídio Arménio. Muitos arménios referiam-se aos azeris como "turcos" por considerarem-nos de etnias próximas. O primeiro-ministro turco, Suleyman Demirel, afirmou ter sido intensamente pressionado pelo seu povo para fazer a Turquia intervir e ajudar o Azerbaijão, contudo, Demirel opôs-se a tal intervenção, referindo que a entrada da Turquia na guerra iria espoletar um conflito ainda maior entre muçulmanos e cristãos, visto a Turquia ter uma larga maioria muçulmana. A Turquia nunca enviou tropas para o Azerbijão, mas enviou conselheiros e uma quantidade importante de ajuda militar. Em Maio de 1992 o comandante militar das forças da CEI, Marechal Yevgeny Shaposhnikov, emitiu um aviso aos países ocidentais, especialmente aos Estados Unidos, para não interferirem no conflito do Cáucaso; afirmando que isso iria "colocar-nos [a Comunidade] à beira de uma Terceira Guerra Mundial e isso não pode ser permitido".
Um contingente checheno, liderado por Shamil Basayev, foi uma das unidades a participar no conflito. De acordo com o Coronel Azer Rustamov do Azerbaijão, em 1992, "centenas de voluntários chechenos deram-nos uma ajuda difícil de avaliar nestas batalhas lideradas por Shamil Basayev e Salman Raduev". Disse-se que Basayev foi um dos últimos guerreiros a abandonar Shusha. Basayev confirmou posteriormente que, durante a sua carreira, ele e o seu batalhão só tinham sido derrotados uma vez e que a derrota ocorreu no Carabaque em confrontos com o “batalhão Dashnak”, afirmando também que tirou os seus mujahidin do conflito quando a guerra parecia ser mais por nacionalismo que por religião.